# Thomas Middleton (Schriftsteller)

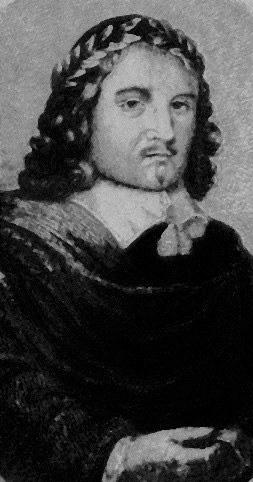
Thomas Middleton

Thomas Middleton (getauft 18. April 1580 in London; † 1627 in Newington Butts) war ein englischer Schriftsteller und Dichter.
Wie auch John Fletcher und Ben Jonson gehörte er zu den erfolgreichsten Stückeschreibern der englischen Renaissance. Gemeinsam mit William Shakespeare darf man ihn zu den wenigen Dramatikern dieser Zeit zählen, die ebenso viel Erfolg in der Komödie als auch in der Tragödie verzeichnen konnten.

## Leben und Wirken
Thomas Middleton wurde in London geboren. Sein Vater starb, als Middleton noch sehr jung war, und die zweite Heirat seiner Mutter verursachte einen nicht enden wollenden Kampf um das Erbe von Thomas und seinen Geschwistern.
Middleton besuchte das Queen’s College in Oxford, machte dort allerdings keinen Abschluss. Während seiner Collegezeit von 1598 bis 1601 schrieb und veröffentlichte er drei lange Gedichte im elisabethanischen Stil. Keines davon wurde besonders populär und eines davon, sein „Buch der Satiren“, wurde von der anglikanischen Kirche sogar verboten und verbrannt. Trotzdem war der Grundstein für seine literarische Karriere gelegt.
Um das Jahr 1600 schrieb Thomas Middleton sein erstes bekanntes Stück Penniless Parliament of Threadbare Poets, das sich großer Beliebtheit erfreute. Wie man aus den Tagebüchern von Philip Henslowe weiß, schrieb Middleton etwa zur selben Zeit für die Admiral’s Men. Anders als Shakespeare blieb Middleton ein freier Schriftsteller, der für jeden schrieb, der bereit war, ihn dafür zu bezahlen.
Im Jahr 1603 heiratete Thomas Middleton; im selben Jahr brach die Pest in England aus, was dazu führte, dass sämtliche Theater geschlossen werden mussten; James I. bestieg den Thron. All diese Ereignisse markieren den Beginn von Middletons größter Schaffensphase. In dieser Zeit entstanden Stücke wie City Comedy (Stadtkomödie) und The Revenger’s Tragedy (Die Tragödie der Rächer). Er setzte seine Zusammenarbeit mit Thomas Decker fort, und gemeinsam produzierten sie „The Roaring Girl“, eine Art Biographie der zeitgenössischen Diebin Mary Frith alias Moll Cutpurse.
Um 1610 begann Middleton seine erfolgreiche Zusammenarbeit mit William Rowley. 1613 entstand (als alleiniger Autor) sein komödiantisches Meisterwerk A chaste maid in cheapside. Seine eigenen Stücke aus diesem Jahrzehnt zeigen eine Art Ausgeglichenheit; es gibt keine Komödie mit der satirischen Tiefe wie bei Michaelmas Term und auch keine so blutrünstige Tragödie wie The Revenger’s Tragedy. Middleton versuchte sich auch in anderen Genres; in den zwanziger Jahren wurde er zum Stadtchronisten der Stadt London ernannt. Bis zu seinem Tod im Jahre 1627 hatte er diesen Posten inne, den nach ihm Ben Jonson übernahm.
Middletons öffentliche Pflichten hielten ihn nicht davon ab, sein dramaturgisches Schaffen weiter fortzusetzen. Ebenfalls in den 1620er Jahren wurde die Gemeinschaftsproduktion von ihm und Rowley, die Tragödie The Changeling (Der Zerfall) auf die Bühne gebracht. Einige weitere Tragödien folgten. Große Bekanntheit erreichte Middleton, als 1624 seine Allegorie A Game at Chess von den King’s Men auf die Bühne gebracht wurde. Dieses Stück bediente sich der Vorstellung eines Schachspieles, um die Intrigen des spanischen Hofes darzustellen und zu parodieren. Obwohl Middletons Absicht streng patriotisch war, entschieden die Berater des Königs aufgrund der Beschwerden des spanischen Botschafters, das Stück nach seiner neunten Aufführung abzusetzen. Middleton sah sich auf bislang unbekannte Weise bestraft: Da nach A Game at Chess kein weiteres Stück mehr von ihm herauskam, wird vermutet, dass Middleton nicht mehr für die Bühne schreiben durfte.
Er starb im Jahre 1627 in seinem Haus in Newington Butts.

## Weitere (im Text oben nicht genannte) Werke (Auswahl)
- The Spanish Gipsy
  - dt.: Die spanischen Zigeuner. Übersetzt von Ferdinand Adolf Gelbcke. In: Die Englische Bühne zu Shakespeare’s Zeit. Zwölf Dramen seiner Zeitgenossen. Mit Einleitungen von Robert Boyle. Brockhaus, Leipzig 1890 (3 Bde.), Bd. 1, S. 327–411 (Digitalisat bei Google Books)
- zusammen mit Philip Massinger, William Rowley: The Old Law 1656 (postum)

Werkausgabe
- The Collected Works, hrsg. von John Lavagnino und Gary Taylor, Oxford University Press, Oxford 2008